# Stemma delle Seychelles
Lo stemma della Repubblica delle Seychelles è il simbolo araldico ufficiale del paese, adottato il 18 giugno 1996. La versione attuale è però una leggera ristilizzazione dello stemma adottato il 27 maggio 1976.

## Descrizione
Tale stemma è composto da uno scudo su cui vi sono un inseriti un lembo di terra verde, un veliero ed un'isola; sul primo lembo di terra vi sono una palma da cocco, di una specie esistente soltanto sulle isole, ed una tartaruga, i simboli della fauna e della flora locale. Al di sopra dello scudo v'è un elmo in argento, ornato da nastri bianchi blu e rossi, ed un uccello tropicale. Lo scudo è sostenuto da due pescispada; al di sotto il motto nazionale "Finis coronat opus" (in latino La fine corona l'opera).
I simboli dello stemma furono scelti dal generale inglese Charles Gordon nel XIX secolo.

## Stemmi storici
Il primo stemma delle Seychelles, disegnato da Charles George Gordon, fu adottato nel 1903, dopo la separazione dalle Mauritius. Questo emblema era composto da un disco contenente un'immagine della costa di Mahé che raffigurava un cocco di mare sulla spiaggia assieme ad alcuni arbusti e a una tartaruga gigante. Nel disco era anche riportato un cartiglio narrante il motto Finis coronat opus.
Il secondo stemma, disegnato nel 1961 da Alec McEwen, era una versione ingrandita e dettagliata del primo emblema, sullo sfondo del quale furono aggiunti un'isola, a simboleggiare le altre 114 isole dell'arcipelago, e una goletta, a rappresentate il commercio tra di esse. Sono stati inoltre rimossi gli arbusti sulla costa principale, è stata ingrandita la tartaruga ed è stato aggiunto un bordo giallo contenente il nome del paese e il suo motto.

## Galleria d'immagini

1903-1961
1961-1976
1976-1996
1996-oggi